# زایلم
زایلم (انگلیسی: Xylem Inc.) شرکت تولید صنعتی آمریکایی است، که در سال ۲۰۱۱ تأسیس شد.